# Charreau
Die Charreau (alternativ auch Charraud geschrieben) ist ein kleiner Fluss im Südwesten von Frankreich, der im Département Charente der Region Nouvelle-Aquitaine südlich der Stadt Angoulême verläuft.

## Geografie

### Verlauf
Die Charreau entspringt im Gemeindegebiet von Torsac, entwässert generell Richtung Nordwest durch die Kulturlandschaft des Angoumois und mündet nach rund 17 Kilometern im Gemeindegebiet von Saint-Michel als linker Nebenfluss in die Charente. Im Großraum südlich von Angoulême quert die Charreau die Bahnstrecke Paris–Bordeaux, die hier Autobahn-ähnlich ausgebaute Nationalstraße N10 sowie im Mündungsabschnitt auch noch die Bahnstrecke Beillant–Angoulême.

### Orte am Fluss
(Reihenfolge in Fließrichtung)
- Torsac
- La Grande Andole, Gemeinde Torsac
- Vœuil, Gemeinde Vœuil-et-Giget
- Poulet, Gemeinde La Couronne
- Cothiers, Gemeinde La Couronne
- Breuty, Gemeinde La Couronne
- Saint-Michel